# 園田憲
園田 憲（そのだ けん、1962年 - ）は、TBSホールディングス（以下「TBSHD」）取締役、TBSグロウディア代表取締役社長。TBSテレビ元チーフプロデューサー、演出家。大分県立大分上野丘高等学校、早稲田大学政治経済学部卒業。

## 略歴
- 子供の頃から人を笑わせるのが好きで、芝居をやっていた早稲田大学在学中に演出の仕事を志した。1985年入社後からバラエティ番組の演出を主にしていた。2004年7月放送の「くりぃむしちゅーSP アノ有名人の私生活…勝手に演じちゃいました!!」のプロデュースを最後に、異動で制作現場を離れた。
- 「さんまのからくりTV」番組開始から関わるスタッフで、中村玉緒を初めてバラエティ番組に登場させた一人である。以降玉緒は、大ブレイクし、それまで年配層しか知らなかったが、これをキッカケに若者にも知られる存在になった。
- 2008年5月14日～2010年11月1日まで総合管理部長。
- 2010年11月2日～2012年3月31日まで編成部長(後任は、渡辺正ー(前：ドラマ制作部長))。
- 2012年4月1日～2014年2月5日までTBSHDグループ経営企画局担当局次長、TBSテレビ人事労政局担当局次長。
- 2014年2月6日付でTBSHDグループ経営企画局長、TBSテレビ経営企画室長。
- 2016年4月1日付でTBSHD執行役員（取締役に昇格する同年6月の定時株主総会日まで）、TBSテレビ取締役（制作局、スポーツ局担当）に就任予定[1]。
- 2016年6月開催予定の定時株主総会日付でTBSHD取締役に就任[1]。
- 2018年4月30日付でTBSサービス代表取締役社長(現職)。
- 2018年7月1日付でTBSグロウディア代表取締役社長(現職)。

## 担当番組

### 演出
- 加トちゃんケンちゃんごきげんテレビ
- KATO&KENテレビバスターズ
- さんまのからくりTV
- 王道バラエティ つかみはOK!
- ダウンタウン汁
- デカメロン

### プロデューサー
- ピッカピカ天然素材!
- 急性吉本炎
  - 慢性吉本炎
- マンブー!
- まぶだち!!
  - まぶだちⅡ
  - まぶだちⅢ
  - まぶごえ
- SURESUREガレッジセール
  - 極すれすれガレッジセール
  - 激すれすれガレッジセール
- 恋のバカヤロー!

### チーフプロデューサー
- さんまのSUPERからくりTV（総合演出兼任、途中まではプロデューサー）
- サバイバー
- ディスカバ!99
- おかしや?さんま!
- 新すぃ日本語
- オールスター感謝祭'03秋 超豪華!クイズ決定版
- さんま・玉緒のお年玉あんたの夢をかなえたろかスペシャル